# Jerònim d'Elis
Jerònim d'Elis (en llatí Hieronymus, en grec antic Ἱερώνυμος) fou un oficial (lochagos) a l'exèrcit dels deu mil, que és esmentat per Xenofont com un dels que va prendre part activa a la discussió que va seguir la mort de Clearc i altres generals, i en altres ocasions durant la retirada.